# Titte-bøh
Titte-bøh,  tit-tit-bøh eller borte-tit-tit er en slags gemmeleg, som ofte bliver påskønnet af småbørn. Den går ud på, at den ene part (sædvanligvis en voksen) gemmer sit ansigt med hænderne eller gemmer sig, for pludselig at kigge frem og råbe "titte-bøh!".
Legen viser spædbarnets uformåen med at forstå tings vedvarenhed, når de forbigående ikke er synlige. Ifølge psykologen Jean Piaget, som gennemførte et flertal af eksperimenter indenfor emnet, er det først efter 8-9 måneder, at barnet får en følelse af, at noget faktisk er borte.